# U.S. Post Office Attleboro Main
Das U.S. Post Office Attleboro Main (auch Old Attleboro Post Office) ist ein historisches, ehemaliges Gebäude des heutigen United States Postal Service (bis 1971 United States Post Office Department) in Attleboro, Massachusetts. Das Bauwerk ist seit 1987 im National Register of Historic Places eingetragen und wird heute als Bürogebäude genutzt.

## Architektur
Das 1916 für 85.000 US-Dollar (heute ca. 2.507.000 Dollar bzw. 2.170.000 Euro) im neoklassizistischen Stil errichtete Gebäude ist ca. 30,5 m lang und 22 m breit. Mit Ausnahme der breiten Granitstufen, die zu dem leicht hervortretenden Podium führen, besteht die gesamte Außenfassade dieses Gebäudes ausschließlich aus Kalkstein aus Indiana. Der Kalksteinsockel wird durch eine elegant geschnittene Wassernase, die über einer modularen Fuge liegt, von der Hauptwand getrennt. Ein einfacher Sockelstein, der leicht über die Wassernase hinausragt, markiert die Hauptgeschosslinie. Der Eingangsportikus bestimmt den architektonischen Stil. Der klassisch römische Dekastil-Portikus, der im kaiserlichen Rom nur sparsam verwendet wurde, erinnert an Hadrians Tempel der Venus und der Roma. Monolithische, toskanische Kalksteinsäulen rahmen die großen, vertikalen Öffnungen des Portikus ein. Aluminiumfenster mit Sprossen sowie die Gestaltung der Eingangstüren stören die ansonsten klassische Wirkung. Pilaster an der Portikuswand spiegeln die Gestaltung der freistehenden Säulen wider.
Das Gebälk ist fein, aber schlicht ausgearbeitet. Eierstab-Profile trennen das Architrav vom Fries. Zahnschnitte unter einem zweiten Eierstab-Band werden von einer zart geschnitzten Corona und Sima bekrönt, die das gesamte Gebäude umziehen. Das Gesims wird von einer hohen, schmucklosen Kalksteinbrüstung auf einem hervortretenden Sockel abgeschlossen, die auf dem vorderen Baukörper dieses Gebäudes sitzt und das Bauwerk optisch in zwei deutlich unterscheidbare Massen auf Höhe der Dachlinie unterteilt.

## Historische Bedeutung
1789 nahm der United States Postal Service seine Arbeit im nördlichen Teil von Attleboro auf. Die Größe und Ausstattung des Postamts richteten sich nach dem wirtschaftlichen und räumlichen Wachstum der Gemeinde. Mit der beginnenden Industrialisierung und dem Bau der Boston-Providence-Eisenbahn im Jahr 1836 erlebte Attleboro einen kräftigen wirtschaftlichen Aufschwung. Neue Industriebetriebe entstanden, der Handel florierte – und damit stieg auch der Bedarf an geeigneten Räumen für den Postbetrieb stetig an. Da die Stadt bis 1985 keine eigenen Verwaltungsgebäude besaß und immer nur Räume anmietete, war die Stadtführung der Meinung, dass ein repräsentatives Postamt wichtiger sei als ein Rathaus. Das neue Postamt wurde jedoch nicht aus Rücksicht auf die Bedürfnisse der Bevölkerung oder aus lokalen Gründen gebaut, sondern weil es als notwendig für die Abwicklung staatlicher Geschäfte eingestuft wurde.
Da die jährlichen Einnahmen des Postamts über 60.000 Dollar (heute ca. 1.769.000 Dollar bzw. 1.530.000 Euro) lagen, wurde ein Gebäude der höchsten Kategorie („First-Class, Kategorie B“) vorgesehen: feuerfest, mit einer Fassade aus Kalk- oder Sandstein. Laut Gesetz durfte das Grundstück zudem nicht im teuersten Geschäftsviertel liegen. Deshalb wählte man einen Standort an der Ecke Park Street und Union Street – direkt gegenüber der Bahnlinie, nahe dem neuen Innenstadtbereich mit seinen italienisch inspirierten und regionalen Baustilen.
Das Bauwerk ist ein gut erhaltenes Beispiel für die Architektur von amerikanischen Bundesgebäuden des frühen 20. Jahrhunderts, eines der herausragenden klassischen Gebäude der Stadt und ein elementarer Bestandteil der Stadtansicht von Attleboro.